# دانیل اوانس (تنیس‌باز)
دانیل اوانس (انگلیسی: Daniel Evans؛ زاده ۲۳ مهٔ ۱۹۹۰) یک تنیس‌باز اهل بریتانیا است.